# Clefs
Pour les articles homonymes, voir clé.
Pour la commune de Haute-Savoie, voir Les Clefs.
Clefs est une ancienne commune française, située dans le département de Maine-et-Loire et la région Pays de la Loire.
Le 1er janvier 2013, Clefs fusionne avec Vaulandry pour former la commune nouvelle de Clefs-Val d'Anjou, dont elle constitue une commune déléguée, puis devient le 1er janvier 2016 une commune déléguée de la commune nouvelle de Baugé-en-Anjou.
Cette commune rurale se situe dans le Baugeois, au nord de la ville de Baugé.

## Géographie

### Localisation
Ce village angevin de l'Ouest de la France se situe dans le Baugeois, au nord de Baugé, sur la route D 938 qui va de La Flèche à Baugé, en limite du département de la Sarthe.
Le Baugeois est la partie nord-est du département de Maine-et-Loire. Il est délimité au sud par la vallée de l'Authion et celle de la Loire, et à l'ouest par la vallée de la Sarthe.

### Territoire
L'altitude de la commune varie de 30 à 97 mètres, pour une altitude moyenne de 64 mètres, et s'étend une superficie de près de 26 km2 (2 592 hectares).
Son territoire se trouve sur l'unité paysagère du Plateau du Baugeois. Le relief du Baugeois est principalement constitué d'un plateau, aux terrains sablonneux, siliceux ou calcaires, caractérisés par de larges affleurements sédimentaires, crétacés, sables et calcaires aux teintes claires.
Une partie de la commune comporte une zone naturelle d'intérêt écologique, floristique et faunistique (ZNIEFF), pour la zone du ruisseau Le Verdun.

### Climat
Son climat est tempéré, de type océanique. Le climat angevin est particulièrement doux, du fait de sa situation entre les influences océaniques et continentales. Généralement les hivers sont pluvieux, les gelés rares et les étés ensoleillés.

### Aux alentours
Les communes les plus proches sont Saint-Quentin-lès-Beaurepaire (3 km), Vaulandry (4 km), Montpollin (5 km), Fougeré (6 km), Saint-Martin-d'Arcé (7 km), La Flèche (8 km), Pontigné (9 km), Cré (9 km), Cheviré-le-Rouge (9 km) et Baugé (10 km).

## Urbanisme
Morphologie urbaine : le village s'inscrit dans un territoire essentiellement rural.

## Toponymie et héraldique

### Toponymie
Formes anciennes du nom : Odo de Cleis avant 1093, G. de Clederiis en 1095, Hugone de cleers en 1152, Ecclesiam de Cleeriis en 1177, parochia de Clees en 1338, Clefs en 1793,.
Nom des habitants : Les Cléfois.

### Héraldique
| Clefs | Blason ville de Clefs : Parti d'azur et de gueules, à deux clés renversées d'or, passées en sautoir et brochant sur le tout. |

## Histoire

### Moyen Âge
L'origine de la paroisse est inconnue. L'église est rachetée par l'évêque Geoffroi La Mouche en 1177.
La seigneurie de Clefs est au Moyen Âge l'une des plus notables de l'Anjou ; ses seigneurs étant sénéchaux de La Flèche.
Au XVe siècle le roi René, qui aime venir chasser dans les forêts de la région, fait reconstruire le château de Baugé.

### Ancien Régime
Sous l'Ancien Régime, Clefs dépend de la sénéchaussée angevine de Baugé, du diocèse d'Angers et de l'archiprêtré du Lude, et grenier à sel de La Flèche.

### Époque contemporaine
À la réorganisation administrative qui suit la Révolution, en 1790 la commune est chef-lieu d'un canton comprenant Fougeré, Montpollin et Saint-Quentin-lès-Beaurepaire. Il est intégré par la suite au canton de Fougeré, puis en 1800 à celui de Baugé ; canton rattaché au district de Baugé, puis en 1800 à l'arrondissement de Baugé, et à sa disparition en 1926, à l'arrondissement de Saumur.

#### Camp de travail sous l'Occupation
Durant la deuxième guerre mondiale, un camp de travail est ouvert à Clefs : le camp de Beauregard, établi à proximité du Château de Mélinais.
Entre 1942 et 1943, cent soixante juifs français et étrangers y sont internés en tant « qu'ouvriers israélites ». Ils travaillaient sur le chantier forestier no 1607.
Le 22 novembre 1943, les nazis encerclent le camp et arrêtent soixante quatre hommes. Ils sont déportés à Auschwitz via Drancy par le convoi no 64 du 7 décembre 1943. Six échappent à l'arrestation et parviennent à s'enfuir avec l'aide probable d'habitants de la commune et des alentours.
Le 14 décembre 2003, une plaque commémorative est posée lors d'une cérémonie en souvenir de la déportation des bûcherons juifs du chantier forestier de Clefs.

### Commune nouvelle de Clefs-Val d'Anjou
En 2011, les communes de Cheviré-le-Rouge, Clefs, Fougeré, Saint-Quentin-lès-Beaurepaire et Vaulandry consultent la population afin d'engager un regroupement de communes, sur le même modèle que Baugé-en-Anjou. Deux communes ayant voté contre, le projet est abandonné,.
Les équipes municipales de Clefs et de Vaulandry décident alors un rapprochement entre leurs deux seules communes, sous la forme d'une commune nouvelle régie par la loi du 16 décembre 2010, et initialement dénommée « Clevaulanjou ».
Après deux réunions publiques organisées dans les deux communes en octobre, le projet est voté par les deux conseils municipaux le 30 octobre. Déposé auprès de la préfecture de Maine-et-Loire, le projet est validé par le préfet le 19 novembre, sous le nom de Clefs-Val d'Anjou.
| Nom de la commune | Population (2010) | Surface (hectares) | Alt. mini (mètres) | Alt. maxi (mètres) |
| ----------------- | ----------------- | ------------------ | ------------------ | ------------------ |
| Clefs             | 979               | 2 592              | 30                 | 97                 |
| Vaulandry         | 313               | 2 765              | 46                 | 87                 |
| Ensemble          | 1 292             | 5 357              | 30                 | 97                 |

En 2014, un nouveau projet de fusion se dessine, les municipalités de la communauté de communes du canton de Baugé envisageant de se réunir en une seule commune. Le 29 avril 2015, le conseil communautaire se prononce en faveur du projet de commune nouvelle constituée des communes déléguées de Baugé, Montpollin, Pontigné, Saint-Martin-d'Arcé, Le Vieil-Baugé, Clefs, Vaulandry, Bocé, Cuon, Chartrené, Cheviré-le-Rouge, Le Guédeniau, Échemiré, Fougeré, Saint-Quentin-lès-Beaurepaire. Le 18 mai, l'ensemble des conseils municipaux vote en faveur de la création de la commune nouvelle. L'arrêté préfectoral est signé le 10 juillet et porte sur la création au 1er janvier 2016 de la commune nouvelle de « Baugé-en-Anjou », groupant les communes de Baugé-en-Anjou, Bocé, Chartrené, Cheviré-le-Rouge, Clefs-Val d'Anjou, Cuon, Échemiré, Fougeré, Le Guédeniau et Saint-Quentin-lès-Beaurepaire.

## Politique et administration

### Administration actuelle
Le 1er janvier 2013 Clefs devient une commune déléguée au sein de la commune nouvelle de Clefs-Val d'Anjou, disposant d'un maire délégué, puis le 1er janvier 2016 une commune déléguée de Baugé-en-Anjou. Le conseil municipal de la commune de Baugé-en-Anjou du 23 mai 2020 a décidé de la création de 15 conseils communaux, un par commune déléguée, composés d'élus et de conseillers consultatifs pour assister le maire délégué,.
| Période                                  | Période       | Identité             | Étiquette | Qualité |
| ---------------------------------------- | ------------- | -------------------- | --------- | ------- |
| janvier 2013                             | décembre 2015 | Michel Renault       |           |         |
| janvier 2016                             | mai 2020      | Jachie Moutault      |           |         |
| mai 2020                                 | en cours      | Luc Van Nieuwenhuyze |           |         |
| Les données manquantes sont à compléter. |               |                      |           |         |

### Administration ancienne
La commune est créée à la Révolution. Municipalité en 1790. Au 31 décembre 2012, le conseil municipal était composé de 15 élus.
| Période                                  | Période       | Identité              | Étiquette | Qualité             |
| ---------------------------------------- | ------------- | --------------------- | --------- | ------------------- |
| an V                                     |               | Quincé                |           | agent municipal     |
| 1800                                     |               | Cormier               |           | maire               |
| 1805                                     |               | D'Estaignes           |           |                     |
| 1817                                     |               | Charles Ricouet       |           |                     |
| 1830                                     |               | M. Chevreux l'aîné    |           |                     |
| 1836                                     |               | Auguste Gaugain       |           |                     |
| 1840                                     |               | René Chevreux         |           |                     |
| 1848                                     |               | Prosper Chevreux fils |           |                     |
| 1852                                     |               | Emmanuel Renou        |           |                     |
| 1860                                     |               | de Causans            |           |                     |
| 1868                                     |               | Henri Bresteau        |           |                     |
| 1900                                     |               | Auguste Manceau       |           |                     |
| 1929                                     |               | Robert Bernard        |           |                     |
| 1935                                     |               | Célestin Ciloy        |           |                     |
| mai 1945                                 |               | Georges Lebas         |           |                     |
| octobre 1947                             |               | Henri Taudon          |           |                     |
| mars 1959                                |               | René Des Courtis      |           |                     |
| juin 1995                                | 2002          | Michel Dumois         |           | retraité            |
| 2002                                     | décembre 2012 | Michel Renault        | DVD       | conseiller en vente |
| Les données manquantes sont à compléter. |               |                       |           |                     |

### Ancienne situation administrative

#### Intercommunalité
Au 31 décembre 2012, la commune est intégrée à la communauté de communes du canton de Baugé ; structure intercommunale ayant pour objet d'associer des communes au sein d'un espace de solidarité, en vue de l'élaboration d'un projet commun de développement et d'aménagement de l'espace. Créée en 1994, cette structure intercommunale regroupe jusqu'en décembre 2012 quinze communes du canton, dont Baugé, Clefs et Vaulandry.
La communauté de communes est, à cette date, membre du syndicat mixte Pays des Vallées d'Anjou (SMPVA), structure administrative d'aménagement du territoire regroupant six communautés de communes : Beaufort-en-Anjou, Canton de Baugé, Canton de Noyant, Loir-et-Sarthe, Loire Longué, Portes-de-l'Anjou.

#### Autres administrations
Au 31 décembre 2012, la commune de Clefs est adhérente du conseil de développement du Pays des Vallées d'Anjou (CDPVA), du syndicat intercommunal d'eau et d'assainissement de l'agglomération baugeoise, du syndicat mixte intercommunal de valorisation et de recyclage thermique des déchets de l'Est Anjou (SIVERT), du syndicat intercommunal pour l'aménagement du Couasnon (SIAC).
Le SIVERT est, à cette date, le syndicat intercommunal de valorisation et de recyclage thermique des déchets de l'Est Anjou, situé à Lasse.

#### Autres circonscriptions
Au 31 décembre 2012, la commune de Clefs fait partie du canton de Baugé et de l'arrondissement de Saumur. Le canton de Baugé comprend à cette date quinze communes, dont Saint-Quentin-lès-Beaurepaire, Vaulandry et Montpollin. C'est l'un des quarante et un cantons que compte le département ; circonscriptions électorales servant à l'élection des conseillers généraux, membres du conseil général du département.
À cette date, Clefs est dans la troisième circonscription de Maine-et-Loire, composée de huit cantons dont Longué-Jumelles et Noyant. La troisième circonscription de Maine-et-Loire est l'une des sept circonscriptions législatives que compte le département.

## Population et société

### Évolution démographique
L'évolution du nombre d'habitants est connue à travers les recensements de la population effectués dans la commune depuis 1793. À partir du 1er janvier 2009, les populations légales des communes sont publiées annuellement dans le cadre d'un recensement qui repose désormais sur une collecte d'information annuelle, concernant successivement tous les territoires communaux au cours d'une période de cinq ans. 
Pour les communes de moins de 10 000 habitants, une enquête de recensement portant sur toute la population est réalisée tous les cinq ans, les populations légales des années intermédiaires étant quant à elles estimées par interpolation ou extrapolation. Pour la commune, le premier recensement exhaustif entrant dans le cadre du nouveau dispositif a été réalisé en ,.
En 2010, la commune comptait 979 habitants.
| 1806  | 1821  | 1831  | 1841  | 1846  | 1851  | 1856  | 1861  | 1866  |
| ----- | ----- | ----- | ----- | ----- | ----- | ----- | ----- | ----- |
| 1 026 | 1 134 | 1 208 | 1 230 | 1 234 | 1 236 | 1 292 | 1 241 | 1 212 |

| 1872  | 1876  | 1881  | 1886  | 1891  | 1896  | 1901  | 1906  | 1911  |
| ----- | ----- | ----- | ----- | ----- | ----- | ----- | ----- | ----- |
| 1 285 | 1 210 | 1 269 | 1 230 | 1 206 | 1 166 | 1 101 | 1 105 | 1 107 |

| 1921  | 1926  | 1931  | 1936 | 1946 | 1954 | 1962 | 1968 | 1975 |
| ----- | ----- | ----- | ---- | ---- | ---- | ---- | ---- | ---- |
| 1 010 | 1 003 | 1 002 | 904  | 880  | 897  | 803  | 806  | 836  |

| 1982 | 1990 | 1999 | 2006 | 2008 | 2009 | 2010 | - | - |
| ---- | ---- | ---- | ---- | ---- | ---- | ---- | - | - |
| 894  | 801  | 869  | 950  | 943  | 963  | 979  | - | - |

Le maximum de la population a été atteint en 1856 avec 1 292 habitants.

### Pyramide des âges
La population de la commune est relativement jeune. Le taux de personnes d'un âge supérieur à 60 ans (20,3 %) est en effet inférieur au taux national (21,8 %) et au taux départemental (21,4 %).
Contrairement aux répartitions nationale et départementale, la population masculine de la commune est supérieure à la population féminine (51,3 % contre 48,7 % au niveau national et 48,9 % au niveau départemental).
La répartition de la population de la commune par tranches d'âge est, en 2008, la suivante :
- 51,3 % d'hommes (0 à 14 ans = 23,8 %, 15 à 29 ans = 18,1 %, 30 à 44 ans = 19,5 %, 45 à 59 ans = 18,5 %, plus de 60 ans = 20,1 %) ;
- 48,7 % de femmes (0 à 14 ans = 22 %, 15 à 29 ans = 16,4 %, 30 à 44 ans = 23,8 %, 45 à 59 ans = 17,3 %, plus de 60 ans = 20,5 %).

| Hommes | Classe d’âge | Femmes |
| ------ | ------------ | ------ |
| 0,2    | 90 ans ou +  | 1,3    |
| 5,7    | 75 à 89 ans  | 7,8    |
| 14,2   | 60 à 74 ans  | 11,4   |
| 18,5   | 45 à 59 ans  | 17,3   |
| 19,5   | 30 à 44 ans  | 23,8   |
| 18,1   | 15 à 29 ans  | 16,4   |
| 23,8   | 0 à 14 ans   | 22,0   |

| Hommes | Classe d’âge | Femmes |
| ------ | ------------ | ------ |
| 0,4    | 90 ans ou +  | 1,1    |
| 6,3    | 75 à 89 ans  | 9,5    |
| 12,1   | 60 à 74 ans  | 13,1   |
| 20,0   | 45 à 59 ans  | 19,4   |
| 20,3   | 30 à 44 ans  | 19,3   |
| 20,2   | 15 à 29 ans  | 18,9   |
| 20,7   | 0 à 14 ans   | 18,7   |

### Vie locale
Services publics présents dans la commune : mairie, école maternelle et primaire, avec cantine scolaire, halte garderie, poste. D'autres services publics se trouvent à Baugé, dont le collège, l'hôpital intercommunal et le centre de secours.
La plupart des structures de santé se trouvent à Baugé (10 km), comme l'hôpital local, l'hôpital intercommunal du Baugeois et de la Vallée (95 places), et plusieurs maisons de retraite.
La collecte des déchets ménagers (tri sélectif) est organisée par la communauté de communes du Canton de Baugé. La déchetterie intercommunale se situe dans la commune de Saint-Martin-d'Arcé.

## Économie
Commune principalement agricole, en 2008, 73 établissements sont présents dans la commune, dont 41 % relèvent du secteur de l'agriculture. Deux ans plus tard, en 2010, sur 79 établissements présents, 34 % relèvent du secteur de l'agriculture (pour une moyenne de 17 % sur le département), 9 % du secteur de l'industrie, 8 % du secteur de la construction, 42 % de celui du commerce et des services et 8 % du secteur de l'administration et de la santé.
Une zone artisanale est présente sur le territoire.
Liste des AOC sur le territoire :
- AOC AOP Maine-Anjou, IGP Bœuf du Maine, IGP Porc de la Sarthe, IGP Volailles de Loué, IGP Volailles du Maine, IGP Œufs de Loué,
- IGP Cidre de Bretagne ou Cidre breton,
- IGP Maine-et-Loire blanc, IGP Maine-et-Loire rosé, IGP Maine-et-Loire rouge.

## Culture locale et patrimoine

### Lieux et monuments
La commune de Clefs comporte plusieurs inscriptions à l'inventaire du patrimoine, dont un monument historique.
- Logis seigneurial dit château de Clefs ou manoir de Toury, modeste logis seigneurial transformé en demeure rurale, comporte des cheminées Renaissance à décors sculptés, Monument historique inscrit le 24 septembre 1998 (PA49000017).

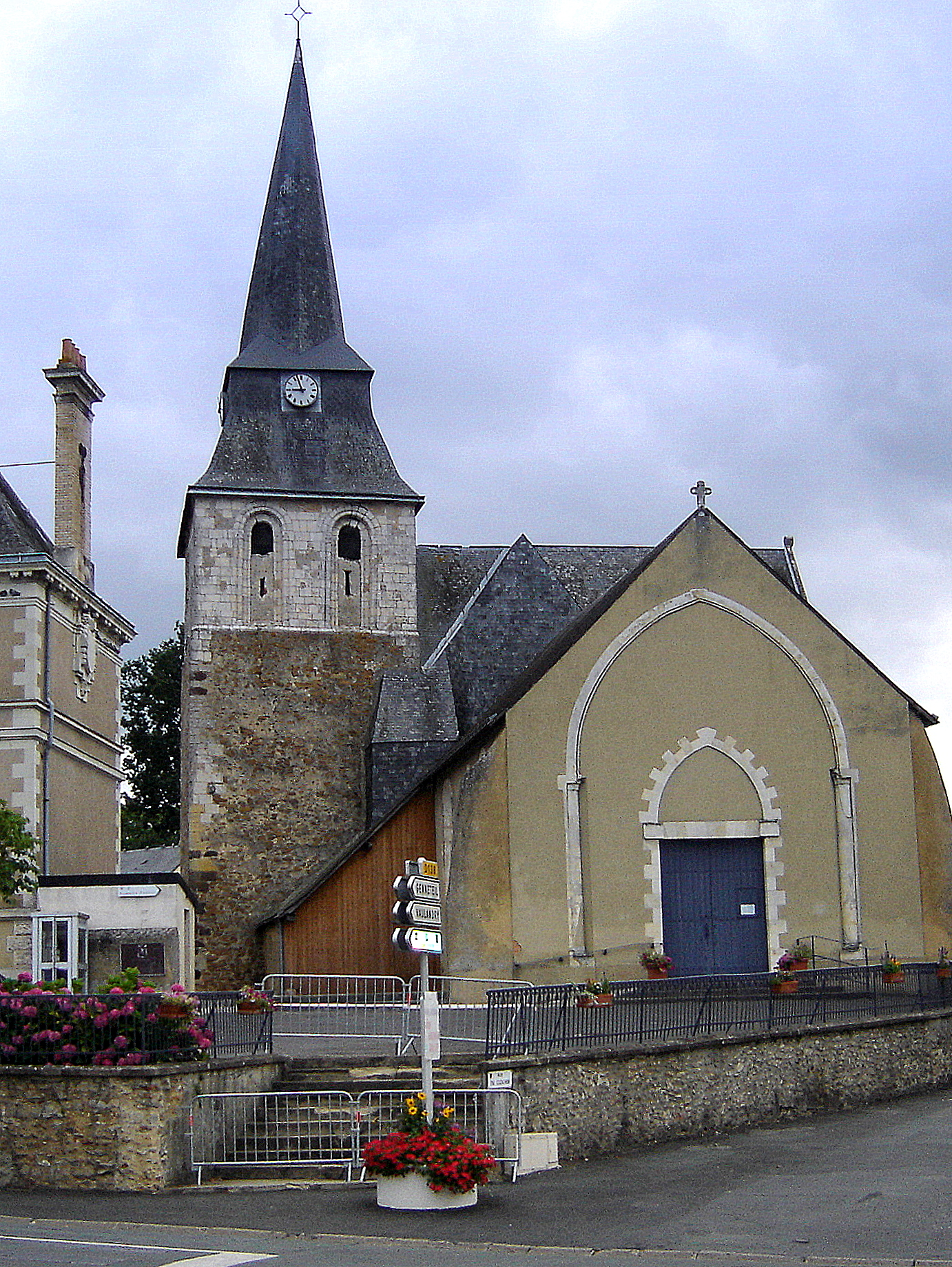
Église Notre-Dame.
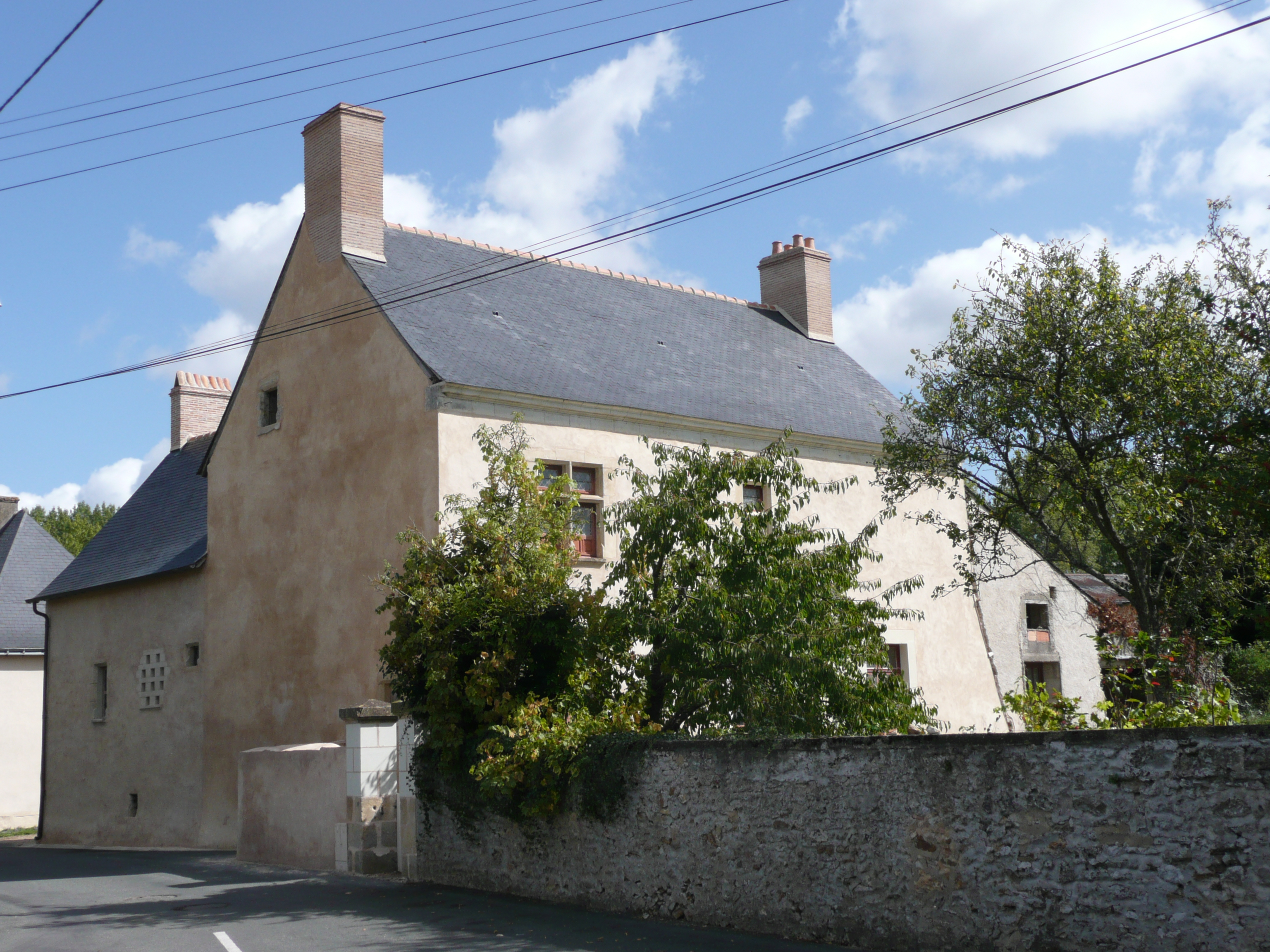
Château de Clefs.
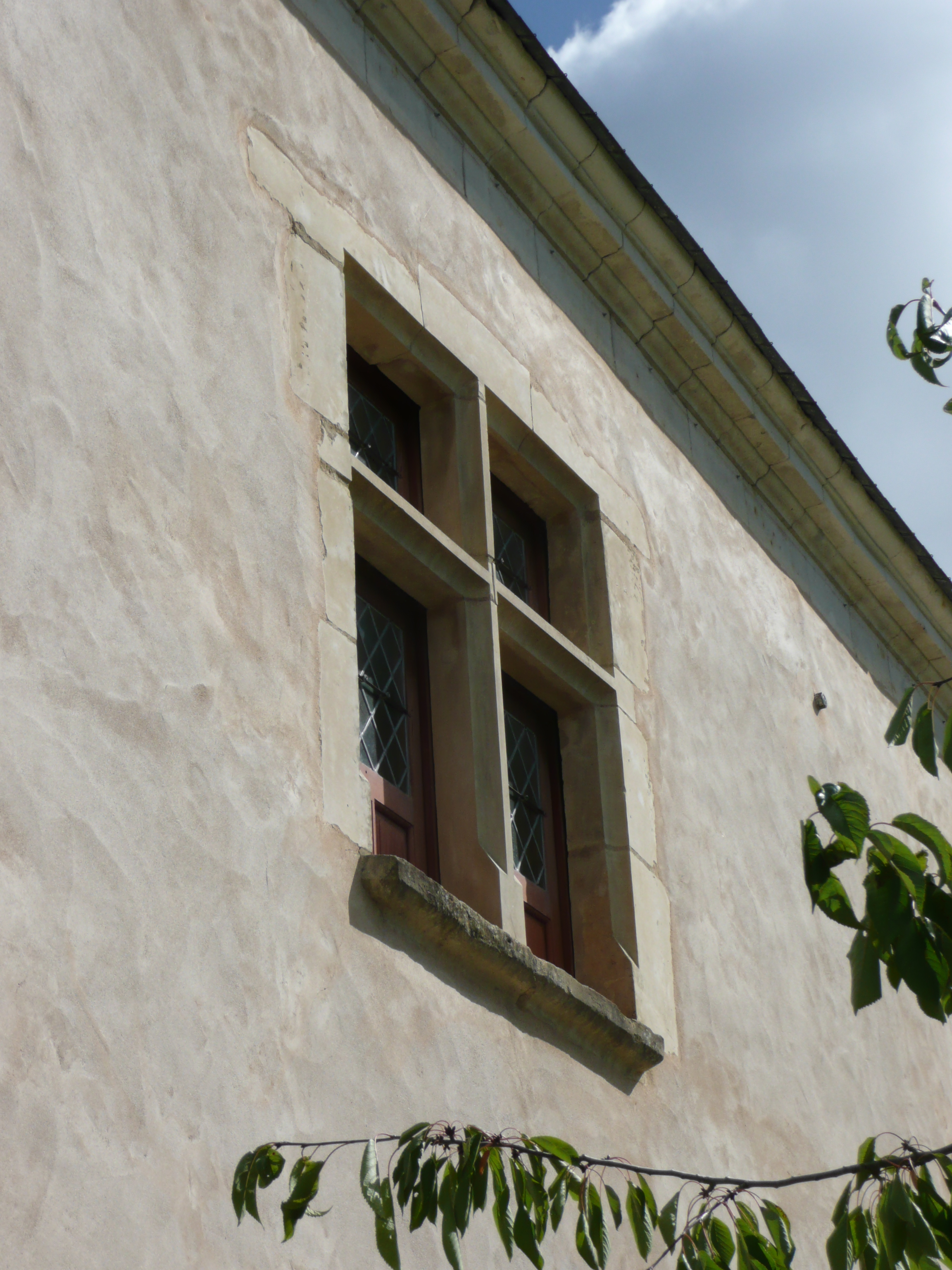
Château de Clefs.

- Église paroissiale Notre-Dame, des XIe, XIIe et XIXe siècles, Inventaire général.
- Plusieurs fermes, maisons et manoirs, des XVIe, XVIIe, XVIIIe et XIXe siècles, Inventaire général.
- Moulins, des XVIIe XVIIIe et XIXe siècles, Inventaire général.

### Personnalités liées à la commune
- Émile Lemasson (1848-1920), homme politique né à Clefs, député de Maine-et-Loire de 1899 à 1901.